# الطالب المحترف
لمصطلح الطالب المحترف استخدامان في البيئة الجامعية: في الولايات المتحدة وكندا، إن لم يكن في أي مكان آخر، الطالب المحترف هو الطالب المتخصص فيما يعتبر درجات مهنية. ومن بين هؤلاء دكتوراة في التربية، ودكتوراة في الطب البيطري، والقانون (دكتوراة في القانون أو بكالوريوس في القانون)، وطب الأسنان (دكتوراة في طب الأسنان أو بكالوريوس في طب الأسنان)، والطب (بكالوريوس في الطب)، ودكتوراة في العلاج الطبيعي، والهندسة، وإدارة الأعمال، والتمريض (بكالوريوس في التمريض)، والصيدلية (دكتوراة في الصيدلة أو بكالوريوس في الصيدلة)، فضلا عن العديد.
«طالب محترف» مصطلح عامي يستخدم عادة في الكليات لوصف الطالب الذي يبقى في المدرسة لسنوات عديدة بدلا من الدخول في مهنة. ولتجنب هذه الأنواع، فرضت بعض الكليات التي تدوم أربع سنوات حدودا على طول الوقت الذي يمكن أن يلتحق به الطلاب من أجل فتح فتحاتهم المحدودة للطلبة الجدد. غير أن الكليات تسمح باستثناءات واضحة (على سبيل المثال، الطالب الذي يعمل بدوام كامل أو لديه أسرة يتعين عليه الإعالة بها، والذي يثبت بوضوح إحراز تقدم نحو الحصول على شهادة). انظر: طالب دائم. أما المعنى الأقل شيوعاً لكلمة «طالب محترف» فهو الفرد الذي يكسب عيشه من كتابة الأوراق والقيام بالعمل الجامعي في مقابل أجر من أشخاص آخرين.